# إصلاح صمام القلب
إصلاح صمام القلب (بالإنجليزية: Heart valve repair)‏ هو تقنية جراحية تستخدم لإصلاح العيوب في صمامات القلب نتيجة أحد أمراض القلب الصمامية، ويتم عمل هذه التقنيات لتكون بديلاً لاستبدال الصمام، وبدون المزيد من المواصفات، يشير إلى إصلاح صمام القلب الأصلي، بدلاً من إصلاح صمام القلب الاصطناعي.

## التقنيات بشكل عام

### رأب الصمام
رأب الصمام (بالإنجليزية: Valvuloplasty)‏ هو توسيع الصمام المتضيق باستخدام القسطرة بواسطة البالون، ويتضمن الأنواع التالية:
- رأب الصمام الأبهري في إصلاح الصمام الأبهري المضيق.
- رأب الصمام التاجي في تصحيح الصمام التاجي.

### بضع الصمام
بضع الصمام (بالإنجليزية: Valvulotomy)‏.
بضع الصوار لصمامات القلب يسمى بضع الصمام.

## من جهة الصمام

### إصلاح الصمام التاجي
إصلاح الصمام التاجي (بالإنجليزية: Mitral valve repair)‏ إجراء يستخدم بشكل أساسي لعلاج تضيق الصمام التاجي، وإرجاع الدم من خلال الصمام التاجي ويطلق عليه القلس التاجي.

### إصلاح الصمام الأبهري
إصلاح الصمام الأبهري (بالإنجليزية: Aortic valve repair)‏ هو إجراء جراحي يستخدم لتصحيح بعض أمراض الصمام الأبهري، ويستخدم كبديل لاستبدال الصمام الأبهري.
يتم إجراء إصلاح الصمام الأبهري بنسبة أقل من صمامات القلب الأخرى وهو أكثر صعوبة من الناحية الفنية من إصلاح الصمام التاجي. هناك نوعان من التقنيات الجراحية لإصلاح الصمام الأبهري:
- تقنية إعادة زراعة (إجراء ديفيد).
- تقنية تعديل وإعادة البناء (إجراء يعقوب).

### إصلاح صمام ثلاثي الشرفات

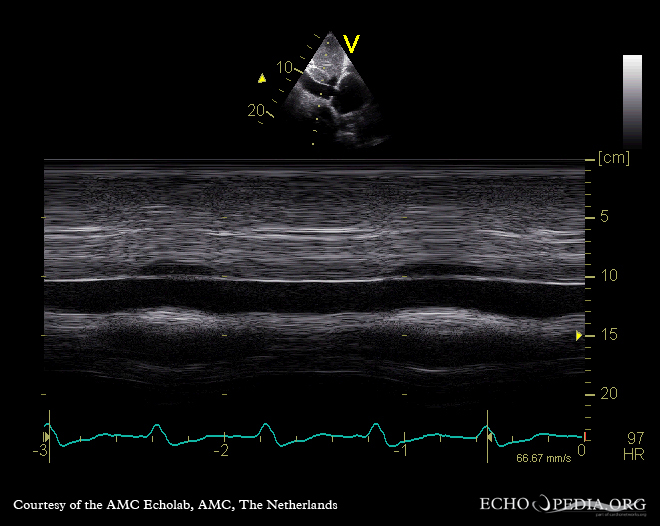
قصور الصمام ثلاثي الشرف

إصلاح صمام ثلاثي الشرفات (بالإنجليزية: Tricuspid valve repair)‏ لإعادة إصلاح قصور الصمام ثلاثي الشرف.

## التاريخ
تم الإعلان في عام 1991 عن أول اثنين من الصمامات البالونية الجنينية الموجهة فوق الصوتية عن طريق الجلد، وهي نوع من العمليات الجراحية في الرحم في حالة حصول تسكير وتعطيل في صمام الأبهري.